# Hoornaar (dorp)
Hoornaar is een dorp in de gemeente Molenlanden, in de Nederlandse provincie Zuid-Holland, en telt 1.955 inwoners (1 januari 2023). Hoornaar was tot 1 januari 1986 een zelfstandige gemeente, waarna het opging in de nieuw gevormde gemeente Giessenlanden. Op 1 januari 2019 ging Giessenlanden op in de nieuw gevormde gemeente Molenlanden.

## Ligging
Het dorp ligt in de Alblasserwaard, ten noorden van de rivier de Merwede, ten zuiden van de rivier de Lek en ten westen van het Merwedekanaal. Door Hoornaar stromen het veenriviertje de Kromme Giessen en de boezem de Vort. Langs Hoornaar stroomt de veenrivier de Giessen.

## Etymologie
De naam Hoornaar komt van Hornedamme. Hoorn duidt op een bocht in een water. Ooit liep de rivier de Linge achter Hoogblokland en mondde uit in de Giessen. Daar werd een dam gelegd en er ontstond een nederzetting. Door de aanwezigheid van donken in de bebouwde kom van Hoornaar en de afwezigheid hiervan in de omliggende gebieden, is het duidelijk dat Hoornaar een lange bestaansgeschiedenis kent.

## Geschiedenis
De geschiedenis van Hoornaar is rustig. In verhalen wordt gesproken over een overval op het dorp in 1481, terwijl in de 11e eeuw een aanval van Godfried van Lotharingen op Dordrecht voorkomen werd door graaf Dirk III van Holland.
In de 19e eeuw was Hoornaar sterk afhankelijk van de hennepteelt. De vezels van de hennep werden gebruikt voor de productie van touw. Later werd deze teelt verdrongen door de aardappel- en de bietenteelt. Naast deze vormen van akkerbouw leefde men ook van de veeteelt. Ook waren de kaashandel en expeditiebedrijven belangrijke bedrijven voor Hoornaar.

## Bezienswaardigheden
Hoornaar is in de omgeving te herkennen aan de kerktoren van de hervormde kerk. De huidige kerk dateert uit 1555/56 en bestaat uit een eenbeukig schip in gotische stijl en een toren die kenmerken van de renaissance vertoont. De kerk is gebouwd op een van de donken die het dorp kent. In de 16e eeuw was tot de protestantse inval van 1572 pater Joannes van Keulen, een van de Martelaren van Gorcum, pastoor van deze parochie. 
Buiten de dorpskern staat de Oudendijkse Molen, een grote wipmolen uit 1683, die in 1984 maalvaardig werd hersteld en samen met de Scheiwijkse Molen aan de Lage Giessen op vrijwillige basis de polder Het Land der Zes Molens bemaalt.

## Foto's

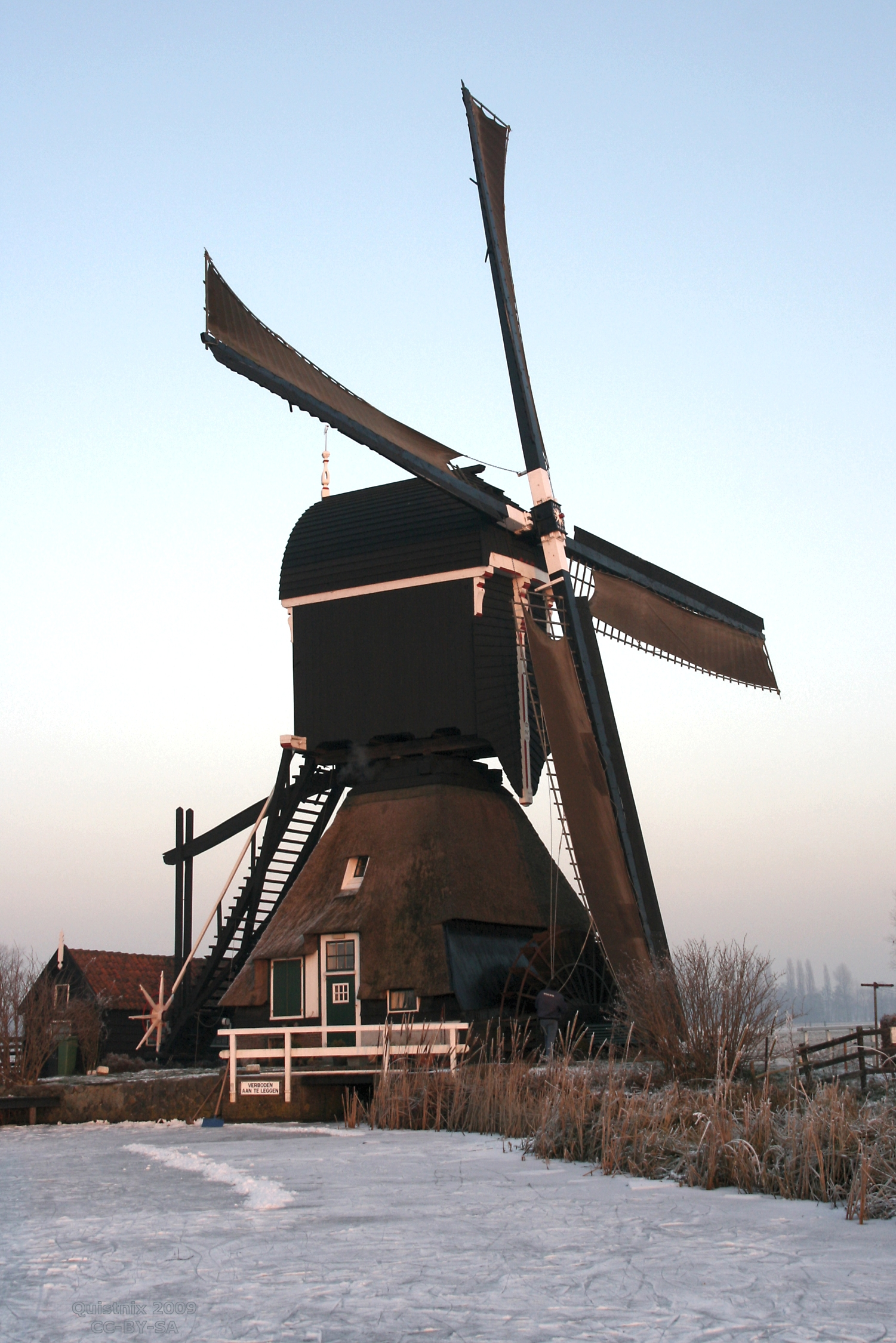
Oudendijkse Molen